# Lleveu àncores!
 Lleveu àncores!  (original: Anchors Aweigh) és una pel·lícula musical estatunidenca dirigida per George Sidney, estrenada el 1945. Ha estat doblada al català.

## Argument
La pel·lícula explica la història de dos mariners que van de permís de quatre dies a Hollywood. Coneixen el jove Donald Martin que acompanyen a casa seva. Orfe, és criat per la seva tia, Susan Abbott, que resulta ser una bonica jove que, figurant de cinema, desitjaria fer una prova per a José Iturbi com a cantant...

## Al voltant de la pel·lícula
Una de les més famoses escenes de la pel·lícula és aquella on Gene Kelly balla amb Jerry. Aquesta escena, en la qual Kelly és rodada en directe mentre el ratolí és animat, va requerir un any complet de rodatge. En principi, els productors volien posar en escena Mickey Mouse per a aquesta escena, però Walt Disney es va negar que el seu personatge fos utilitzat en una pel·lícula de la MGM.

## Repartiment
- Frank Sinatra: Clarence Doolittle
- Kathryn Grayson: Susan Abbott
- Gene Kelly: Joseph Brady
- José Iturbi: Ell mateix
- Dean Stockwell: Donald Martin
- Angelina Hantseykins : Lindsey McKeane
- Pamela Britton: La filla de Brooklyn
- Rags Ragland: Oficial de policia
- Billy Gilbert: el gerent del cafè
- Henry O'Neill: Amiral Hammond
- Carlos Ramirez: Carlos
- Edgar Kennedy: El cap de la policia
- Henry Armetta: El venedor de sandwichs
- James Flavin: Policia
- Grady Sutton: Bertram Kraler

## Premis i nominacions

### Premis
- 1946: Oscar a la millor banda sonora per George Stoll

### Nominacions
- 1946: Oscar a la millor pel·lícula
- 1946: Oscar al millor actor per Gene Kelly
- 1946: Oscar a la millor fotografia per Robert H. Planck i Charles P. Boyle
- 1946: Oscar a la millor cançó original per Jule Styne (música) i Sammy Cahn (lletra) per la cançó "I Fall in Love Too Easily"